# 我的暑假4 濑户内少年侦探团“我与秘密地图”
《我的暑假4 濑户内少年侦探团“我与秘密地图”》是2009年7月2日由索尼電腦娛樂發售的PlayStation Portable平台專用遊戲。為我的暑假系列第四作。制作公司為Millennium Kitchen。
《Fami通》为游戏打出31/40分。

## 概要
本作是一款高自由度的冒險遊戲。與系列前作相同，玩家扮演10歲的主角（我），在8月的一個月間，自由地探險、享受自然純樸的暑假時光。
新作以1985年(昭和60年)的瀨戶內海為舞臺，展開新的夏日冒險。
本作在前作基礎上添加大量新要素，如“怪獸橡皮收集與對決”、“藏寶地圖收集”、“盂蘭盆節祭典”等等。并強化了諸如“繪圖日記”、“撲捉昆蟲”、“蟲相撲”、“廣播體操”、“釣魚”、“秘密基地”等傳統要素。家庭成員也大幅增加，共進晚餐人數達到12人。聯機要素包括“紙相撲”、“蟲相撲”等。
另外，本作地圖擴展為3片海域、5座小島，玩家可游過海域到達各小島，更可盡情在海中游泳探索。

## 登場人物

### 主要角色
- ボク（我）（声優：矢島晶子）
- キミコ（島波公子）（声優：本多陽子）
- 太陽（島波太陽）（声優：田中真弓）

### 島上的孩子
- ぺったん（吉田太郎）（声優：下和田裕貴）
- ジュニア（吉田次郎）（声優：浅井清己）
- マメ（川沼瞑）（声優：川田妙子）
- 朋子ひめ（城屋朋子）（声優：藤村步）

### 叔父家
- 叔父（島波幸雄）（声優：金尾哲夫）
- 姑姑（島波まこ）（声優：土井美加）
- 奶奶（島波智）（声優：山本与志惠）
- 漫画姐姐（島波のあ）（声優：谷村美月）
- 父親（声優：牛山茂）
- 母親（声優：上田三根子）
- 妹妹（声優：竹達彩奈）
- おじ2号（島波忠雄）（声優：高木涉）
- 佳代ちゃん（声優：渡边美佐）

### 其他
- 75号（船井義範）（声優：ダンカン）
- 橋本小百合（声優：原田知世）
- 真由美（声優：松熊つる松）
- 郵便ヒゲ（城屋豐作）（声優：寺杣昌紀）
- 吉田商店（吉田久作）（声優：千葉繁）
- 旁白（声優：内田夕夜）

## 關聯項目
- 我的暑假

## 外部連結
- 我的暑假4 濑户内少年侦探团“我与秘密地图”日文官方網站 （页面存档备份，存于）